# Vale de M'Zab
A paisagem do Vale de M'Zab, criada no século X pelos Ibaditas em torno de suas cinco ksour ou cidades fortificadas, aparenta estar intacto. Simples, prático e perfeitamente adaptado ao ambiente, a arquitetura do M'Zab foi concebida para a vida em comunidade, respeitando as estruturas familiares. É uma fonte de inspiração para os urbanistas de hoje.
As cinco cidades fortificadas são: Ghardaia, Mélika, Atteuf, Bou Nioura e Isguen. Cada cidade tem sua própria mesquita e o seu minarete tem função de uma torre de observação. A mesquita, na verdade, foi construída como uma fortaleza, último lugar de resistência em caso de invasão; comporta também um arsenal e um silo de grãos. Em volta da mesquita organizam-se as casas em círculos concêntricos. Cada casa, uma célula padronizada, representa uma organização social igualitária fundada sob o respeito à estrutura familiar, cuja intimidade e automia devem ser respeitadas. Fora dos muros a igualdade continua. As sepulturas dos cemitérios não se distinguem.
O modo de vida da população incluía a migração sazonal. Durante o verão as populações se mudavam para cidades onde a organização do habitat era menos formal, mas não menos segura.
Em 1982 o Vale de M'zab foi inscrito como Património mundial pela UNESCO.